# Ministério da Marinha (Portugal)
O Ministério da Marinha (MM) era o antigo departamento do Governo de Portugal que se ocupava dos assuntos marítimos, tanto militares como civis. Até 1911, também era responsável pelos assuntos do Ultramar Português.
Sob sua tutela direta encontrava-se a Marinha de Guerra Portuguesa. Também era da sua responsabilidade a política executiva nas áreas da marinha mercante, das pescas, da autoridade marítima, da investigação marítima e dos assuntos culturais relacionados com o Mar.

## História

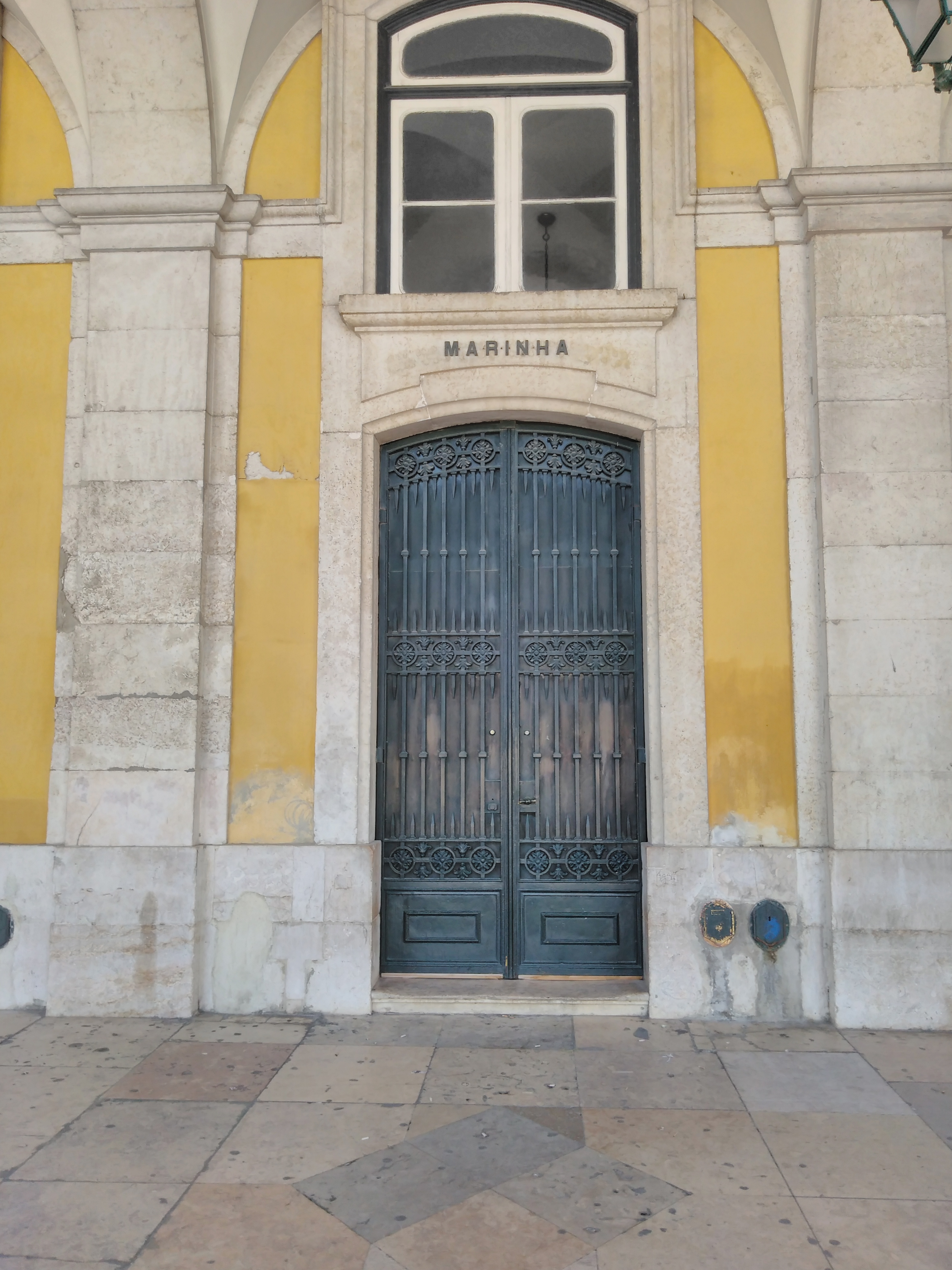
Antiga Sede do Ministério

O departamento foi criado em 1736, pelo Rei D. João V, como Secretaria de Estado dos Negócios da Marinha e Domínios Ultramarinos (também referida como Secretaria de Estado da Marinha e Conquistas). Era responsável pelos assuntos marítimos e ultramarinos.
Durante os períodos de 1821-1823 e de 1834-1835, os assuntos do Ultramar deixam de ser administrados por um departamento específico, sendo repartidos pelos vários ministérios setoriais. Durante esses dois períodos, o ministério administrou apenas os assuntos marítimos, como Secretaria de Estado da Marinha.
A partir de meados do século XIX passa a ser comum designar-se o departamento por "Ministério da Marinha e Ultramar".
Em 1910, o departamento passa a designar-se "Ministério da Marinha e Colónias".
Em 1911, os assuntos ultramarinos, são separados do ministério, criando-se um departamento específico para os mesmos, denominado "Ministério das Colónias". O ministério passa, então, a denominar-se, apenas "Ministério da Marinha".
Na sequência do golpe militar de 25 de Abril de 1974, o Ministério da Marinha deixou de existir como ministério governamental. No entanto, a sua estrutura continuou a existir transitoriamente sob a designação de "Ex-Ministério da Marinha", passando a ser dirigida pelo Chefe do Estado Maior da Armada, que passou a ter o estatuto de ministro. O Ex-Ministério da Marinha manteve as funções militares e de autoridade marítima do anterior ministério, mas as restantes foram, entretanto, divididas por vários outros departamentos governamentais.
Em 1982, o que restava da estrutura do Ex-Ministério da Marinha foi integrada no Ministério da Defesa Nacional, formando a Marinha Portuguesa.
Desde então alguns governos criaram ocasionalmente um Ministério do Mar com as anteriores atribuições civis (sobretudo ao nível das pescas e dos transportes marítimos) do antigo Ministério da Marinha.

## Organização

Antiga bandeira de Ministro da Marinha de Portugal (1911 - 1974).

À data da sua extinção, o Ministério da Marinha organizava-se da seguinte forma:
- Ministro da Marinha;
  - Gabinete do Ministro;
  - Comissões de âmbito geral:
    - Comissão do Direito Marítimo Internacional;
    - Comissão Consultiva de Estatística;

  - Ramo naval:
    - Conselho Superior da Armada;
    - Chefe do Estado-Maior da Armada;
    - Conselho de Promoções da Armada;
    - Conselho Superior de Disciplina da Armada;
    - Estado-Maior da Armada;
    - Superintendência dos Serviços do Pessoal;
    - Superintêndência dos Serviços do Material;
    - Junta de Revisão da Armada;

  - Ramo do fomento marítimo:
    - Direcção-Geral dos Serviços de Fomento Marítimo
    - Junta Nacional da Marinha Mercante;
    - Junta Nacional do Fomento das Pescas;
    - Comissão Consultiva das Pescas;

  - Ramo de investigação do mar:
    - Instituto Hidrográfico;

  - Ramo da administração financeira:
    - Comissão Liquidatária de Responsabilidades;
    - Intendência dos Serviços de Administração da Marinha;
    - Conselho Administrativo da Administração Central da Marinha;

  - Entidades e organismos de natureza cultural:
    - Centro de Estudos de Marinha;
    - Museu da Marinha
    - Biblioteca Central da Marinha;
    - Arquivo Geral da Marinha;
    - Comissão de Redação da Revista da Armada;

  - Entidades e organismos de natureza fabril:
    - Arsenal do Alfeite.

O ramo naval - onde se incluiam os assuntos militares da Marinha - correspondia, essencialmente à Armada Portuguesa (também conhecida por "Marinha de Guerra Portuguesa"). O Estado-Maior da Armada, além constituir o órgão de apoio à decisão do Chefe do Estado-Maior da Armada - na sua função de chefe da componente militar da Marinha - também servia de estado-maior central de apoio direto ao Ministro da Marinha.

## Lista de Ministros da Marinha
- Antônio Guedes Pereira (1736 - 1750)
- Diogo de Mendonça Corte-Real (1750 - 1756)
- Tomé Joaquim da Costa Corte-Real (1756 - 1760)
- Francisco Xavier de Mendonça Furtado (1760 - 1769)
- Martinho de Melo e Castro (1770 - 1795)
- Rodrigo de Sousa Coutinho (1795 - 1801)
- João Rodrigues de Sá e Melo Meneses e Souto Maior (1801 - 1809)
- Miguel Pereira Forjaz (1809 - 1820) - em Portugal
- João de Almeida Melo e Castro (1809 - 1814) - no Brasil
- António de Araújo e Azevedo (1814 - 1817)
- Tomás Antônio de Vila Nova Portugal (1817 - 1818)
- Marcos de Noronha e Brito (1818 - 1821)

[…]
- Joaquim José Monteiro Torres (3-Jul-1821 — 28-Mai-1822)
- Joaquim José Monteiro Torres (15-Jan-1825 — 1-Ago-1826)
- Manuel Inácio da Costa Quintela (1-Ago — 6-Dez-1826)
- António Manuel de Noronha (6-Dez-1826 — 30-Jun-1827)
- Visconde de Santarém (30-Jun-1827 — ?)
- Manuel Rafael Gorjão Henriques (28-Fev-1903 —(20-Out-1904
- Manuel António Moreira Júnior (20 de Outubro de 1904 — 20 de Março de 1906)
- Vitor Hugo de Azevedo Coutinho
- Júlio do Patrocínio Martins (1920 — 1921)
- Almirante Henrique Tenreiro (?-1962-?)
- Manuel Pereira Crespo (1968 — 1974)